# مخرمة أيرلندية
لطالما كانت المخرمة الأيرلندية جزءً مهماً من تقاليد شغل الإبرة الأيرلندي. صُنع كل من التطريز الإبري ومخرمات البكرة في أيرلندا قبل منتصف القرن الثامن عشر، ولكن لم تكن أي منهما على نطاق تجاري. روج للمخرمات الأيرلندية أرستقراطيون أيرلنديون مثل السيدة أرابيلا ديني، فاعلة الخير الشهيرة، التي استخدمت الروابط الاجتماعية والسياسية لدعم الصناعة الجديدة والترويج لبيع المخرمات الأيرلندية في الخارج. قامت السيدة ديني، التي تعمل بالاتصال مع جمعية دبلن، بإدخال صناعة المخرمات إلى دور العمل في دبلن، وخاصة بين الأطفال هناك. يُعتقد أنها كانت شكلاً مبكراً من المعقفات، يقلد مظهر مخرمة البندقية.